# Pedaliodes cremera
Pedaliodes cremera är en fjärilsart som beskrevs av Frederick DuCane Godman och Osbert Salvin 1878. Pedaliodes cremera ingår i släktet Pedaliodes och familjen praktfjärilar. Inga underarter finns listade i Catalogue of Life.